# ترانه‌هایی برای عاشقان جوان
ترانه‌هایی برای عاشقان جوان (انگلیسی: Songs for Young Lovers) آلبومی با صدای فرانک سیناترا است که در سال ۱۹۵۴ منتشر شد.